# Marca univocalis
Marca univocalis là một loài bướm đêm trong họ Noctuidae.